# Арнолдс Буровс
Арнолдс Буровс (латис. Arnolds Burovs; * 29 квітня 1915, Рига — † 13 січня 2006) — радянський і латвійський режисер, сценограф і аніматор.

## Біографія
Буровс народився 29 квітня 1915 року в Ризі, в робітничій сім'ї Альберта Буровса.
Після смерті батька був змушений поєднувати заняття в школі з роботою. Навчався у 2-й Ризькій гімназії, Ризькому художньому ремісничому училищі, Ризькій народній консерваторії по класу скрипки і Латвійській консерваторії по класу контрабаса. Закінчив Булдурську школу садівництва (1941) і театральний факультет Латвійської державної консерваторії імені Я. Вітола (1953).
Працював художником-декоратором у Державному управлінні книговидання і поліграфії (1941), робочим в цеху декорацій Народного театру (1941-1944). Був режисером і головним режисером Державного лялькового театру Латвійської ССР (1944-1964), Ризького театру музичної комедії (1954—1959). З 1964 року — режисер-постановник Ризькій кіностудії, один з піонерів латвійської анімації.
Помер 13 січня 2006 року в Ризі. Дружина — актриса Елеонора Дуда.

## Нагороди та звання
Володар великої кількості професійних нагород за театральні постановки і анімаційні стрічки.
- Лауреат Державної премії Латвійської ССР (1987).
- Народний артист Латвійської РСР (1988)
- Лауреат кінофестивалю «Великий Крістап».
- Кавалер Ордену Трьох зірок (1995).

## Творчість

### Робота режисера і сценографа

#### Латвійський театр ляльок
- 1946 — «Пригоди Буратіно» Яніса Жігурса за казкою Олексія Толстого
- 1948 — «Робінзон» Яніса Жігурса і Мірдза Кемпе за романом Даніеля Дефо
- 1950 — «Тимур і його команда» за повістю Аркадія Гайдара
- 1951 — «Чарівна лампа Аладдіна» Ніни Гернет за мотивами арабських казок
- 1952 — «Чудесний скарб» Павла Маляревського
- 1957 — «Спрідітіс» Анни Брігадере
- 1959 — «По щучому велінню» Я. Тараховського за мотивами російських народних казок
- 1960 — «Тригрошова опера» Бертольта Брехта
- 1963 — «Четверо музикантів» Бруно Саулітіса за казкою братів Грімм
- 1964 — «Майя і Пайя» Анни Брігадере

#### Театр музичної комедії
- 1953 — «Мадемуазель Нітуш» Флорімон Ерве (дипломна робота)
- 1955 — «Корневільскіе дзвони» Роберта Планкетта
- 1955 — «Треймейтенес» А. Вілнер і Х. Рейгерта на музику Франца Шуберта
- 1957 — «Поцілунок Чаніти» Юрія Мілютіна
- 1958 — «Граф Люксембург» Франца Легара

## Фільмографія

### Режисер
- 1966 — Кі-ке-ри-ку
- 1967 — SOS
- 1967 — Тигр Мяу-мяу
- 1968 — Квіти Ансіс
- 1968 — Чудний Даука
- 1969 — Бум і Пірамідон
- 1969 — Казка про мідяки
- 1970 — Останній крик моди
- 1970 — Плутанина
- 1970 — Пігмаліон
- 1970 — Дідок
- 1971 — Плутанина (збірник)
- 1971 — Червоні черевички
- 1971 — Рогата глина
- 1971 — Калейдоскоп-71
- 1972 — Вкрадений пудель
- 1973 — Яблунька
- 1974 — Як я став трактористом
- 1975 — Подарунок з Африки
- 1975 — Тринадцять
- 1976 — Умуркумурс
- 1977 — Козетта
- 1977 — По-По-Дру
- 1978 — Соколик
- 1978 — Шукач благополуччя
- 1979 — Чому не спалося мишеняті?
- 1980 — Навіть коню смішно
- 1981 — Біміні
- 1983 — Мрія
- 1984 — Останній лист
- 1985 — Пригоди старого двірника
- 1986 — Татусю
- 1987 — Принцеса і пума
- 1987 — Братик
- 1988 — Буду чекати тебе
- 1990 — Гра з життям

### Художник-постановник
- 1968 — Квіти Ансіс
- 1970 — Плутанина
- 1973 — Хочу! Хочу! Хочу!
- 1975 — Напівказка

### Художник
- 1966 — Кі-ке-ри-ку
- 1967 — SOS
- 1969 — Бум і Пірамідон